# Diecezja Vinh
Diecezja Vinh (łac. Dioecesis Vinhensis; wiet. Giáo phận Vinh) – jedna z 24 diecezji obrządku łacińskiego w Kościele katolickim w Wietnamie, ze stolicą w Vinh w prowincji Nghệ An. Biskupstwo jest sufraganią archidiecezji Hanoi.

## Historia
27 marca 1846 papież Grzegorz XVI erygował brewe Ex debito wikariat apostolski Południowego Tonkinu. Dotychczas wierni z tych terenów należeli do Wikariatu Zachodniego Tonkinu (obecnie Archidiecezja hanojska).
3 grudnia 1924 zmieniono nazwę na Wikariat apostolski Vinh.
24 listopada 1960 papież Jan XXIII podniósł wikariat apostolski do rangi diecezji i włączył ją jako sufraganię w skład metropolii Hanoi.

## Biskupi

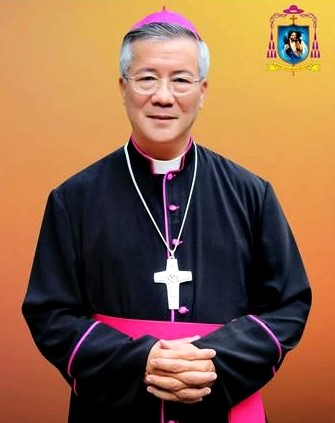
Alphonse Nguyễn Hữu Long PSS – biskup diecezjalny

### Biskup diecezjalny
- bp Alphonse Nguyễn Hữu Long PSS – ordynariusz Vinh od 2018

### Biskup pomocniczy
- bp Pierre Nguyễn Văn Viên – (wikariusz generalny) od 2013